# Domonkos Ferjancsik
Domonkos Ferjancsik (* 7. září 1975 Budapešť, Maďarsko) je bývalý maďarský sportovní šermíř, který se specializoval na šerm šavlí. Maďarsko reprezentoval v devadesátých letech a v prvních letech jednadvacátého století. Na olympijských hrách startoval v roce 2000 a 2004 v soutěži jednotlivců a družstev. V soutěži jednotlivců obsadil na olympijských hrách 2000 čtvrté místo. V roce 2003 obsadil třetí místo na mistrovství světa v soutěži jednotlivců. S maďarským družstvem šavlistů vybojoval v roce 1998 titul mistra světa.